# بوبي أور
روبرت جوردون «بوبي» أور (Robert Gordon "Bobby" Orr)، وسام Order of Canada (OC) (ولد في 20 من مارس 1948م) هو لاعب هوكي الجليد الكندي السابق، وهو لاعب محترف. لعب أور في دوري الهوكي الوطني (NHL) طوال مسيرته الرياضية، حيث لعب أول عشرة مواسم مع فريق بوسطن بروينز (Boston Bruins)، ثم انضم لفريق شيكاغو بلاكهوكس (Chicago Black Hawks) لموسمين آخرين. ويُعرَف أور بكونه واحدًا من أعظم لاعبي هوكي الجليد على مر الزمن. ونظرًا لكونه مدافعًا وحارسًا، استغل أور سرعته في التزلج على الجليد، وتسجيل الأهداف وقدراته في اللعبة لإحداث تغيير جذري في موقعه. اعتبارًا من 2011، يظل أور المدافع والحارس الوحيد الحاصل على لقب الأعلى إحرازًا للنقاط بالإضافة إلى كأسي آرت روس تروفي (Art Ross Trophy)، ويحتفظ بالرقم القياسي لأغلب النقاط والتمريرات المصيرية في موسم واحد للاعب مدافع. كما سجَّل رقمًا قياسيًا بفوزه بثماني كؤوس نوريس (Norris Trophy) متتالية كأفضل مدافع في دوري الهوكي الوطني، وثلاثة كؤوس هارت (Hart Trophy) متتالية بصفته أفضل لاعب (MVP). ودخل أور كعضو في قاعة مشاهير الهوكي (Hockey Hall of Fame) عام 1979م في سن 31، وهو أصغر لاعب يدخل في قاعة المشاهير إلى يومنا هذا.
بدأ أور في لعب الهوكي بشكل منتظم وهو في الخامسة من عمره. لعب في البداية كلاعب أمامي، ولكن نقله مدربه رويس تينانت (Royce Tennant) إلى الدفاع. ولكن شعر تينانت أن مهارات أور الهجومية يمكن استغلالها بشكل أفضل في موقع حارس هجوم، فترك له حرية اللعب في هذا الموقع بالرغم من مخاطره الكامنة، وهو بذلك كسر القواعد المتعارف عليها في ذلك الوقت. وقد حقق باري ساوند شامروكس (Parry Sound Shamrocks) نجاحاتٍ كثيرة مع وجود أور في الدفاع. بعد تينانت، قام باكو ماكدونالد (Bucko MacDonald) بتدريب أور، واستمر أور في التفوق في موقع الدفاع في منافسة مقاطعة أونتاريو الصغيرة. في سن الرابعة عشر، انضم أور لأوشاوا جنرالز (Oshawa Generals)، وهو فريق هوكي الناشئين التابع لبروينز، واستمر كأفضل نجم على مدار ثلاثة مواسم من مواسمه الأربعة. انضم أور لبوسطن في 1966م، وهو فريق لم يفُز بكأس ستانلي (Stanley Cup) منذ 1941م ولم يكن مؤهلاً للمباريات الختامية منذ 1959م. أما بروينز، فقد فاز بكأس ستانلي مرتين مع أور، في 1970م و1972م، ولكنه خسر في 1974م. في كلا الانتصارين، سجل أور هدفًا قويًا وأُطلق عليه أفضل لاعب في المباراة النهائية (MVP). وفي نهاية مسيرته الرياضية، حاز أور على لقب أفضل لاعب (MVP) في دوري كأس كندا في 1976م العالمي للهوكي. وفي 1976م، ترك أور بوسطن كلاعب حر لينضم إلى بلاكهوكس، ولكن كانت الإصابات المتكررة قد أتلفت ركبته اليسرى، فانسحب في 1978م في سن الثلاثين.
كان عقد أور الاحترافي الأول من أول العقود التي يقوم وكيل بالاتفاق عليها في رياضة هوكي الجليد الاحترافية. فقد جعله اللاعب الأعلى أجرًا في تاريخ الNHL كمبتدئ. أما عقده الثاني، فكان أول عقد بقيمة مليون دولار في دوري الهوكي الوطني (NHL). بالرغم من ذلك، علم أور أنه مديون بشدة بعد انسحابه واضطر لبيع أغلب ممتلكاته. انفصل أور عن وكيله آلان إيجلسون (Alan Eagleson) وأقام دعوى ضد بلاكهوكس للفصل في عقده. ثم عاد وأسرته إلى بوسطن حيث اتجه أور إلى عالم الأعمال لكي يعيد تدبير إمكاناته المادية. وقد ساعد أور في التحقيقات التي أدت إلى اتهام إيجلسون بالـغش وطرده من مهنة المحاماة. كما دعم الدعوى القضائية التي فضحت فساد خطة راتب التقاعد في دوري الهوكي الوطني (NHL).
دخل أور عالم وكلاء اللاعبين في 1996م وهو الآن رئيس وكالة مجموعة أور للهوكي. اعتبارًا من 2009.وتمثل الوكالة أكثر من 30 لاعبًا نشطًا في دوري الهوكي الوطني. كما أن أور نشط أيضًا في الأعمال الخيرية وإعلانات التلفاز. وقد درَّب فريقًا للاعبي الهوكي الناشئين منذ عام 1996م في مباراة CHL Top Prospects Game. تزوج أور في 1972م. ولديه ابنان، وهو جد أيضًا.

## وصلات خارجية
- بوبي أور على موقع دوري الهوكي الوطني (الإنجليزية)
- بوبي أور على موقع EliteProspects.com (الإنجليزية)
- بوبي أور على موقع HockeyDB.com (الإنجليزية)
- بوبي أور على موقع Hockey-Reference.com (الإنجليزية)
- بوبي أور على موقع أوليمبيديا (الإنجليزية)
- بوبي أور على موقع قاعة كندا للمشاهير الرياضية (الإنجليزية)
- بوبي أور على موقع قاعة أونتاريو للمشاهير الرياضية (مؤرشف) (الإنجليزية)
- Order of Canada Citation
- Bobby Orr Hall of Fame Website
- His game-winning overtime goal ending the 1970 Stanley Cup finals على يوتيوب